# Bastiaan Wielenga
Bastiaan Wielenga (Amsterdam, 23 mei 1873, Den Haag, 29 juli 1949), was een Nederlands theoloog, filosoof en literator. 
Als gereformeerd predikant was hij werkzaam in respectievelijk Westmaas, Arnhem en meer dan 25 jaar in Amsterdam.

## Afkomst en opleiding
Bastiaan Wielenga werd in 1873 geboren in Amsterdam geboren als zoon van Douwe Klazes Wielenga en Johanna Dirkje van Andel. Hij studeerde aan de Theologische school van de afgescheiden kerken te Kampen, waaraan zijn vader sinds 1883 was verbonden als hoogleraar. Hij promoveerde er in 1899 cum laude tot doctor in de filosofie.

## Redenaar en schrijver
Wielenga maakte naam met een reeks van geschriften, niet alleen op theologisch gebied. Hij publiceerde ook talrijke wijsgerige en letterkundige werken. Daarnaast stond hij aan de wieg van een aantal periodieken.
Als kanselredenaar en vlot schrijver liet Wielenga zich kennen als een ruimdenkend oecumenisch protestants voorman. Dit kwam onder meer naar voren uit zijn bijdragen aan Elseviers Weekblad.
Ook spande hij zich in voor versterking van de verbinding tussen christendom en cultuur, in het bijzonder met de literatuur. Zijn bestseller "De Bijbel als boek van schoonheid" is daarvan een belangrijke exponent.

## Onderscheiding
Zijn verdiensten werden koninklijk erkend door zijn benoeming tot ridder in de orde van Oranje Nassau.

## Privé
Wielenga trouwde op 6 november 1902 in Rotterdam met Margaretha Maria Jentiena van den Boom.
In 1940 ging hij met emeritaat. Ten gevolge van een fietsongeval in 1949  werd hij enige tijd verpleegd in het Gemeenteziekenhuis te Den Haag. Hij overleed hier op 29 juli 1949.